# Giuseppe Paris
Giuseppe Paris (* 22. September 1895 in Mailand; † 5. April 1968 in Merate, Lecco) war ein italienischer Turner und zweifacher Olympiasieger.
Bei den Olympischen Sommerspielen 1920 in Antwerpen gewann er mit dem italienischen Team den Mannschaftsmehrkampf. Vier Jahre später bei den Olympischen Sommerspielen in Paris konnte er diesen Erfolg wiederholen. In Paris nahm er jedoch auch an acht Einzelwettbewerben teil und erreichte als beste Klassierung einen 5. Platz am Seitpferd hinter vier Turnern aus der Schweiz. 1932 bei den Spielen in Amsterdam reichte es im Mannschaftsmehrkampf nur zu Platz 6. In den Einzelwettbewerben war er nicht besonders erfolgreich und beendete als bestes Resultat den Wettkampf an den Ringen auf Platz 30.